# Bordelais (torpilleur)
Pour les articles homonymes, voir Bordelais.
Le Bordelais est l’un des quatorze torpilleurs français de classe L'Adroit construits pour la marine française dans les années 1920.

## Conception
La classe L'Adroit était une version légèrement agrandie et améliorée de la classe Bourrasque. Les navires avaient une longueur de 107,2 mètres, une largeur de 9,9 mètres et un tirant d'eau de 3,5 mètres. Leur déplacement était de 1380 tonnes à charge standard et 2000 tonnes à pleine charge. Ils étaient propulsés par deux turbines à vapeur à engrenages, chacune entraînant un arbre d'hélice, utilisant la vapeur fournie par trois chaudières du Temple. Les turbines ont été conçues pour produire 31000 chevaux (22800 kW) et propulser les navires à 33 nœuds (61 km/h). Les navires transportaient 386 tonnes de mazout, ce qui leur donnait une autonomie de 3000 milles nautiques (5600 km) à 15 nœuds (28 km/h).
L’armement principal des navires de la classe L'Adroit consistait en quatre canons de 130 mm modèle 1924 en affûts simples, une paire à l’avant et une paire à l’arrière des superstructures. Leur armement antiaérien se composait d’une paire de canons de 37 mm modèle 1925. Les navires transportaient deux affûts triples de tubes lance-torpilles de 550 millimètres situés au-dessus de la ligne de flottaison. Deux toboggans pour grenades anti-sous-marines étaient installés à l’arrière. Ils contenaient seize grenades de 200 kilogrammes. De plus, deux lanceurs de grenades anti-sous-marines permettaient de tirer six grenades de 100 kilogrammes.

## Carrière
Le Bordelais a été mis en chantier le 19 novembre 1926, lancé le 23 mai 1928 et achevé le 8 avril 1930.
Pendant la Seconde Guerre mondiale, après l'armistice du 22 juin 1940, le Bordelais a servi dans la marine du régime de Vichy. Il faisait partie des navires de la flotte française qui se sont sabordés à Toulon le 27 novembre 1942.